# Абрамова, Лидия Павловна
Лидия Павловна Абрамова ― советская российская оперная певица, Народная артистка Российской Федерации (2002), профессор Московского государственного института музыки имени Альфреда Шнитке.

## Биография
Родилась 30 мая 1950 года в городе Поставы, Белорусская ССР, СССР.
После окончания семилетней сельской школы Абрамова поступила в Казанский химико-технологический техникум, после окончания которого шесть лет работала на оборонном заводе. Там была постоянной участницей праздничных концертов.
Продолжая работать на заводе заочно окончила вокальное отделение Казанского музыкального училища и затем поступила в Музыкально-педагогический институт имени Гнесиных в Москве, окончив вуз в 1975 году. В институте училась в классе П. Л. Трониной.
С 1978 по 1997 год Лидия Абрамова служила солисткой Московской государственной академической филармонии. Обладает обширным репертуаром, исполнила свыше тысячи произведений, среди которых целые программы русской и зарубежной классики, старинные романсы и народные песни.
Певица часто выступает в России и за рубежом, с гастролями выступала в Венгрии, Франции, Великобритании, Италии, на Мальте и в других странах.
Окончив аспирантуру в 1986 году Лидия Абрамова более тридцати лет преподаёт сольное пение в учебных заведениях Москвы. Семь выпускников Лидии Абрамовой имеют почётные звания, среди них: Народный артист России Александр Малинин, Заслуженный деятель искусств России Игорь Матвиенко, Заслуженные артисты России Елена Кузьмина и Сергей Чичмели, Народный и Заслуженный артист Республики Северная Осетия Ахсарбек Дзарагасов, Заслуженный деятель искусств Республики Северная Осетия Борис Кокаев, Заслуженный артист Республики Северная Осетия Михаил Фалков.
За заслуги в области музыкального искусства в 1994 году Указом Президента России Бориса Ельцина Лидии Абрамовой присвоено почётное звание «Заслуженная артистка Российской Федерации». И в 2002 году Указом Президента России Владимира Путина удостоена звания «Народная артистка Российской Федерации».
Является лауреат Всероссийских конкурсов. Избрана профессором кафедры академического пения Московского государственного института музыки имени Альфреда Шнитке. Занимает должность Президента Регионального Общественного «Фонда Аве Мария». Основала и возглавляет Жюри конкурса «ВеӀӀа vосе».
В марте 2014 года поддержала аннексию Крыма, подписала письмо президенту России Владимиру Путину в поддержку аннексии

## Песни и романсы
- Ах, как мне жаль тебя (Д.Ашкенази — С.Фогельсон)
- Взгляд твоих чёрных очей (Н.Зубов — П.Железняков)
- Две гитары (И.Васильев — А.Григорьев)
- Как упоительны в России вечера (А.Добронравов — В.Пелинягра)
- Молитва (А.Варламов — М.Лермонтов)
- Не брани меня, родная (А.Дюбюк — А.Разорёнов)
- Не жалею (Б.Фомин — П.Герман)
- Не обмани (А.Дюбюк — Г.Гейне)
- Не уходи (Н.Зубов)
- Ночь (А.Рубинштейн — А.Пушкин)
- Осенний вальс (Л.Лядова — В.Фёдоров)
- Отойди, не гляди (А.Варламов — А.Бешенцов)
- Очи чёрные (С.Гердель — Е.Гребёнка)
- Письмо с фронта (Б.Фомин — П.Герман)
- Под дугой колокольчик поёт (В.Николаевский — В.Гарницкий)
- Романс (Белой акации) (В.Баснер — М.Матусовский)
- Только раз (Б.Фомин — П.Герман)
- Травушка-муравушка (народная)
- Улетают журавли (Я.Френкель /обр/ — Г.Регистан)
- Черноглазая казачка (М.Блантер — И.Сельвинский)
- Я помню вальса звук (Н.Листов)
- Я спеть хочу романс (Л.Лядова — В.Фёдоров)